# Philippe Féquant
 Philippe Féquant , né le 9 juin 1883 à Montmorency (Val-d'Oise) et mort le 24 décembre 1938 à Paris, était un militaire français, pionnier de l’aviation. Combattant et chef aérien de la Première Guerre mondiale, il termina sa carrière au grade de général d'armée aérienne, et fut l'un des premiers chefs d'état-major de l'Armée de l'air française indépendante (CEMAA) de 1936 à 1938. Il laisse à son successeur une Armée de l'air mal préparée pour la guerre imminente.

## Biographie
Il est le frère de Albert Féquant.
Après l'école spéciale militaire de Saint-Cyr, il rejoint en octobre 1905 le 22e régiment d'infanterie coloniale. Il passe deux années au Tonkin, d'octobre 1907 à septembre 1909. 
En 1910, il est détaché dans l'aéronautique et suit l'instruction de pilote au camp de Châlons, alors annexe de l'établissement militaire d'aviation de Vincennes. Il y reçoit son brevet de pilote militaire après une formation sur Nieuport.
En 1912, Philippe Féquant est affecté en Afrique noire puis au Maroc (au ler, au 4e, puis au 9e bataillon de Tirailleurs sénégalais). Il est capitaine au 2e régiment d'infanterie coloniale du Maroc quand la guerre éclate. Rapatrié en mars 1915, il rejoint l'école d'aviation de Pau et reprend l'entraînement aérien.
Le 22 mai, il est affecté à l'escadrille V.B. 101. Blessé au combat en juillet, il travaille durant sa convalescence au sous-secrétariat à l'aéronautique avant de prendre le commandement de l'escadrille N.65 en mai 1916. Chef de bataillon en octobre de la même année, il dirige le 13e groupe d'escadrilles de combat, puis la 2e escadre de chasse en mai 1918, puis la 2e brigade aérienne en juin 1918, puis en fin l'état-major de la lre division aérienne. 
En novembre 1926, le colonel Philippe Féquant prend le commandement de l'école militaire et d'application de l'aéronautique de Versailles. Il est ensuite nommé chef du service général du ravitaillement en matériel aérien. Général de brigade le 20 mars 1930, il commande la 2e brigade aérienne de Dijon en 1933. 
Le 2 juillet 1934, l'Armée de l'air devient indépendante. Général de division en avril 1935, Philippe Féquant est à la tête de la 5e région aérienne. 
Après l'élection du Gouvernement issu du Front populaire, Léon Blum étant chef de l'exécutif, il est nommé membre du Conseil supérieur de l'Air le 9 juin 1936. Chef d'état-Major général de l'Armée de l'air le 15 octobre suivant, le général Féquant est également inspecteur général de la Défense antiaérienne du Territoire. Il succède au général Bertrand Pujo, nommé le 27 décembre 1935.
En novembre 1937, prenant bien tardivement conscience de la situation internationale, Philippe Féquant lance un plan de modernisation de l'Armée de l'air. Sa santé se dégrade, il se met en retraite de ses fonctions de chef d'état-major de l'Armée de l'air (son successeur Joseph Vuillemin est nommé le 22 février 1938). Il lui laisse une Armée de l'air bien mal préparée à la guerre qui s'annonce,.
Il meurt à son domicile le 24 décembre 1938, à cinquante-cinq ans.